# 42 Draconis b
Orbitar
42 Draconis b (en abrégé 42 Dra b) ou Orbitar est une planète extrasolaire en orbite autour de l'étoile 42 Draconis (Fafnir) située dans la constellation du Dragon.

## Caractéristiques
Sa masse est d'environ 3,88 fois celle de Jupiter et fait 1,92 fois sa taille. Sa température peut aller de 364°C à 664°C.

## Nomenclature
Après la découverte de la planète, la désignation 42 Draconis b lui a été attribué. En juillet 2014, l’Union astronomique internationale a lancé un projet visant à attribuer leurs propres noms à certaines exoplanètes et aux étoiles autour desquelles elles tournent. Le projet impliquait un vote pour les noms proposés. En décembre 2015, l’UAI a annoncé la victoire du nom Orbitar pour cette planète. Ce nom a été proposé par l’Astronomical Society of Brevard, dans le comté de Brevard, Floride, États-Unis. Le nom Orbitar est une expression d’appréciation pour les lancements d’engins spatiaux et les expériences orbitales de la NASA.